# Aire d'attraction de Thizy-les-Bourgs
L'aire d'attraction de Thizy-les-Bourgs est un zonage d'étude défini par l'Insee pour caractériser l’influence de la commune de Thizy-les-Bourgs sur les communes environnantes.

## Définition
L'aire d'attraction d'une ville est composée d’un pôle, défini à partir de critères de population et d’emploi ainsi que d’une couronne constituée des communes dont au moins 15 % des actifs travaillent dans le pôle. Le pôle d’attraction constitue ainsi un point de convergence des déplacements domicile-travail,.

## Géographie
L’aire d'attraction de Thizy-les-Bourgs est une aire inter-départementale qui comporte 2 communes : une située dans la Loire (Saint-Victor-sur-Rhins) et une dans le Rhône. 

### Carte

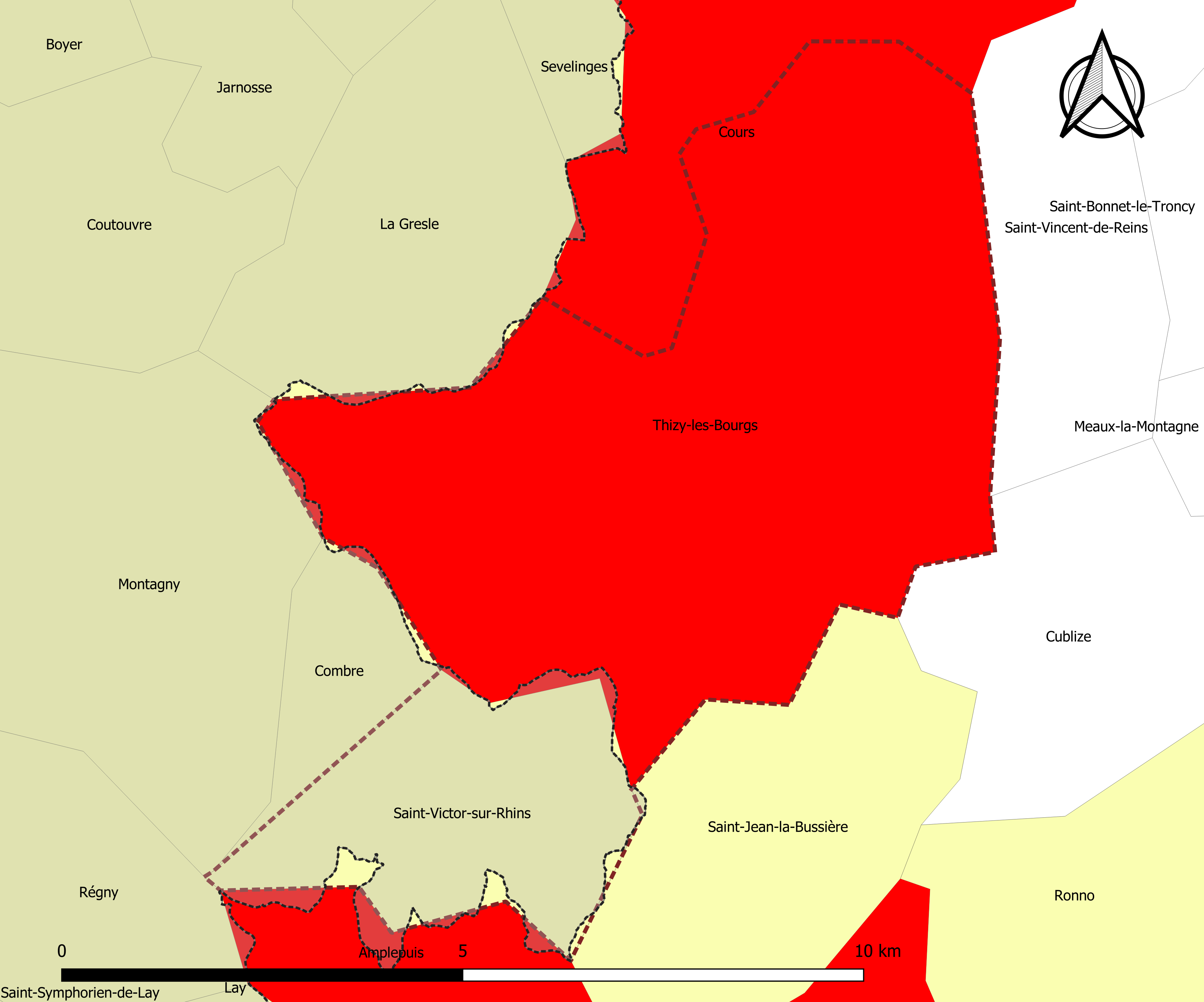
Carte de l'aire d'attraction de Thizy-les-Bourgs.
Commune-centre
Commune de la couronne

### Composition communale
| Nom                               | Code Insee | Département | Statut                 | Superficie (km2) | Population (dernière pop. légale) | Densité (hab./km2) | Modifier                                    |
| --------------------------------- | ---------- | ----------- | ---------------------- | ---------------- | --------------------------------- | ------------------ | ------------------------------------------- |
| Thizy-les-Bourgs (commune-centre) | 69248      | Rhône       | commune-centre         | 44,44            | 5 794 (2022)                      | 130                | modifier les données · modifier les données |
| Saint-Victor-sur-Rhins            | 42293      | Loire       | commune de la couronne | 11,43            | 1 164 (2022)                      | 102                | modifier les données · modifier les données |

## Démographie
Cette aire est catégorisée dans les aires de moins de 50 000 habitants, une catégorie qui regroupe 12,2 % de la population au niveau national,.